# Diprotodontia
Ordre
Les Diprotodontes (Diprotodontia) sont un ordre de mammifères marsupiaux, le plus représenté. Ils comptent douze familles rassemblant 117 espèces.

## Étymologie
Di-, deux, -proto-, avant, devant, -donta, dent.
Leur nom provient de leurs incisives de grande taille, à l'extrémité antérieure de la mandibule.

## Caractéristiques

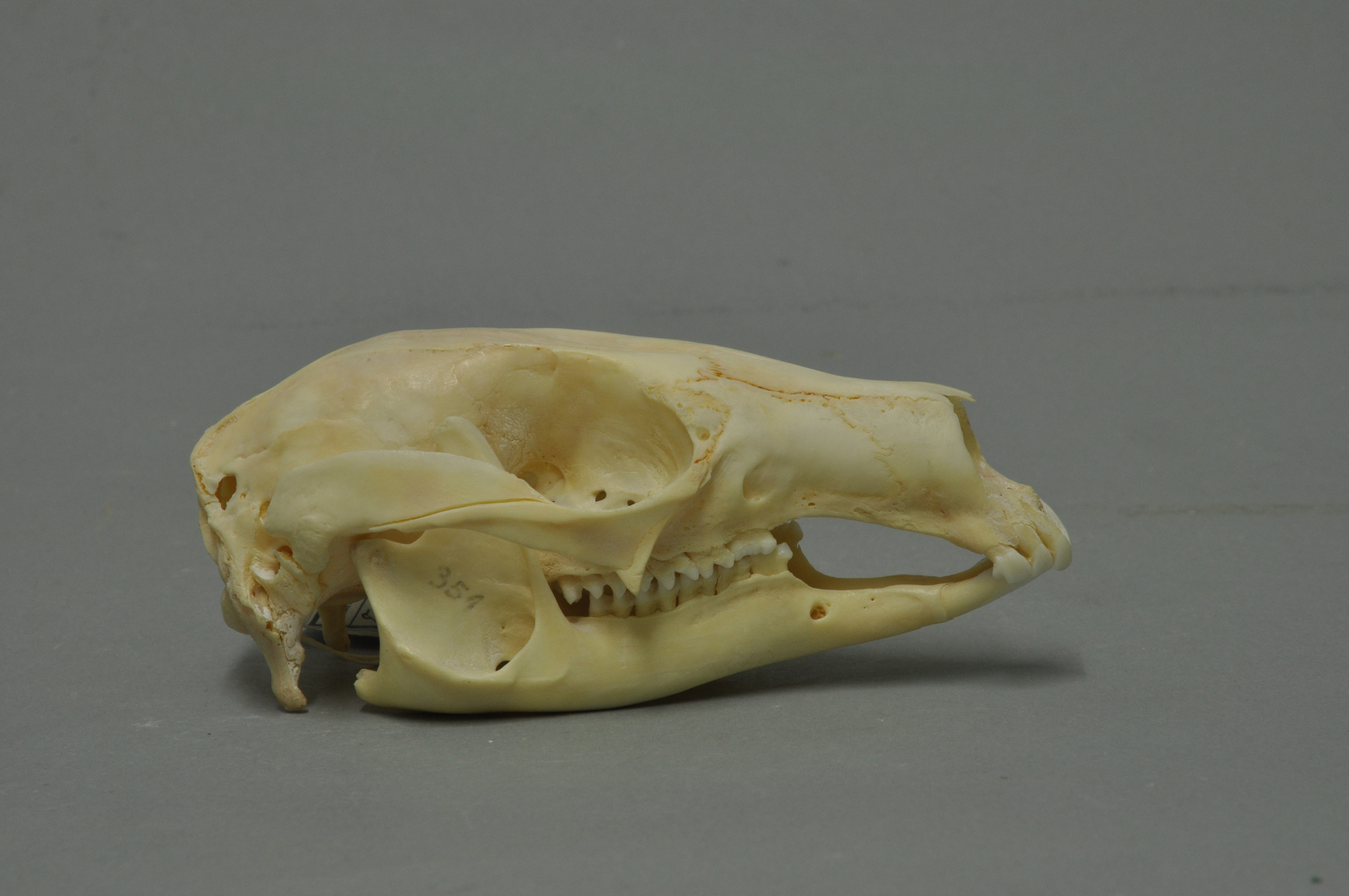
Crâne de thylogale à ventre rouge (Thylogale billardierii Desmarest, 1822)

Leur caractéristique principale est qu'ils ne possèdent qu'une seule paire de larges incisives sur la mâchoire inférieure. Ils sont en outre  syndactyles : les doigts 2 et 3 de leurs membres postérieurs sont complètement fusionnés à l'exception des griffes.
La plupart des diprotodontes ont 3 paires d'incisives sur la mâchoire supérieure mais les Vombatidae n'en ont plus qu'une. Les canines inférieures sont absentes alors que les canines supérieures sont variables en taille et en forme.
La majorité des Diprotodontes sont herbivores, certains sont devenus secondairement des insectivores, et d'autres se nourrissent de sève et de nectar. Le lion marsupial, un carnivore, a disparu.

## Liste des sous-ordres, super-familles et familles
Selon ITIS :
- sous-ordre Vombatiformes Burnett, 1830
  - famille Phascolarctidae Owen, 1839 (koala, etc.)
  - famille Vombatidae Burnett, 1829 (wombat)
- sous-ordre Macropodiformes Ameghino, 1889
  - famille Hypsiprymnodontidae Collett, 1877 (kangourou-rat musqué)
  - famille Macropodidae Gray, 1821 (kangourou, wallaby)
  - famille Potoroidae Gray, 1821 (rat-kangourou)
- sous-ordre Phalangeriformes Szalay in Archer (ed.), 1982
  - super-famille Petauroidea Bonaparte, 1838
    - famille Acrobatidae Aplin, 1987 (acrobate)
    - famille Petauridae Bonaparte, 1838 (possum rayé, etc.)
    - famille Pseudocheiridae Winge, 1893 (possum à queue en anneau)
    - famille Tarsipedidae Gervais & Verreaux, 1842 (souris à miel)

  - super-famille Phalangeroidea Thomas, 1888
    - famille Burramyidae Broom, 1898 (opossum pygmée)
    - famille Phalangeridae Thomas, 1888 (couscous, etc.)

Auxquels il faut ajouter la famille éteinte :
- † famille Thylacoleonidae († Thylacoleo)

## Galerie

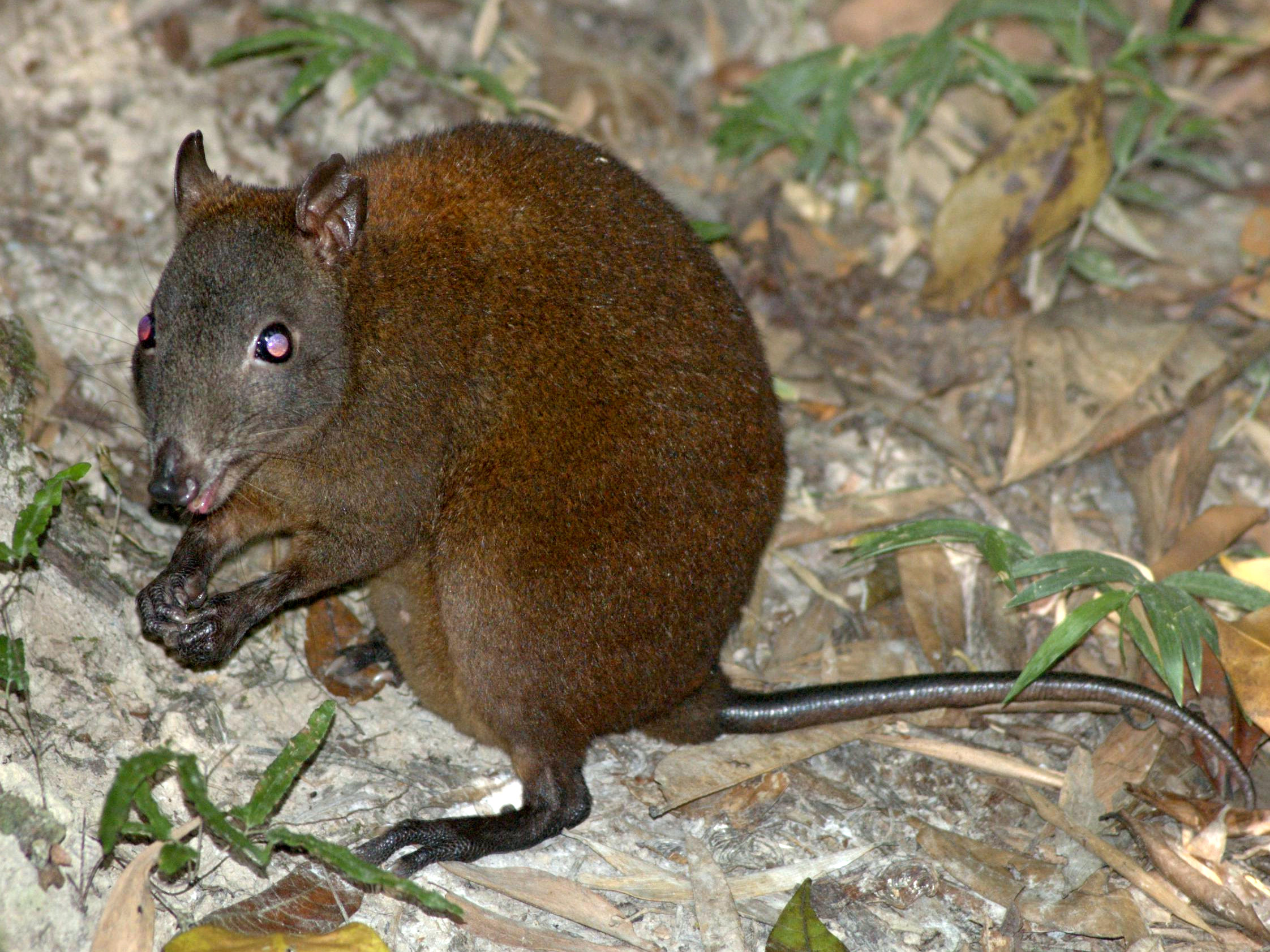
Hypsiprymnodon moschatus (Hypsiprymnodontidae)
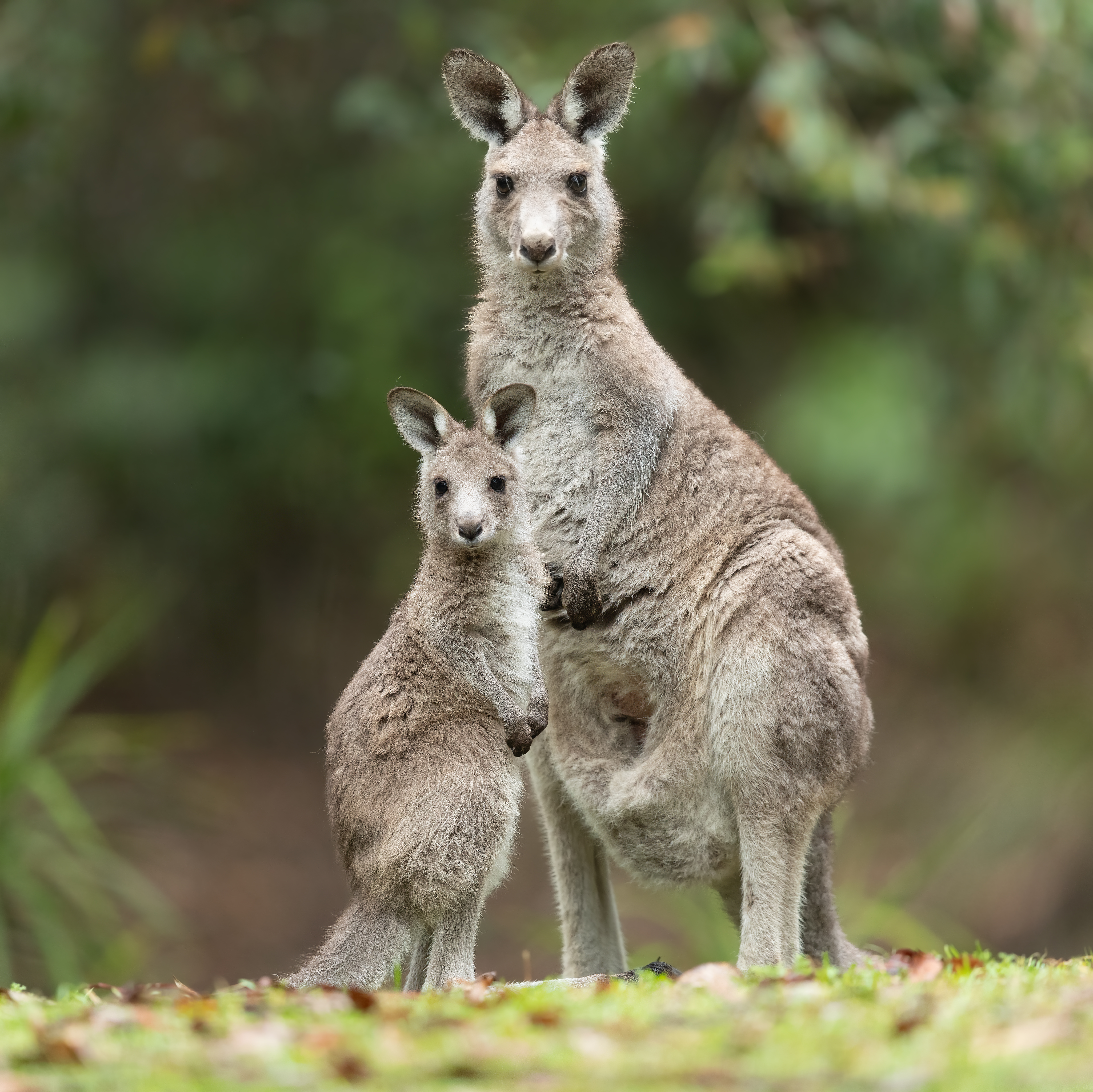
Macropus giganteus (Macropodidae)
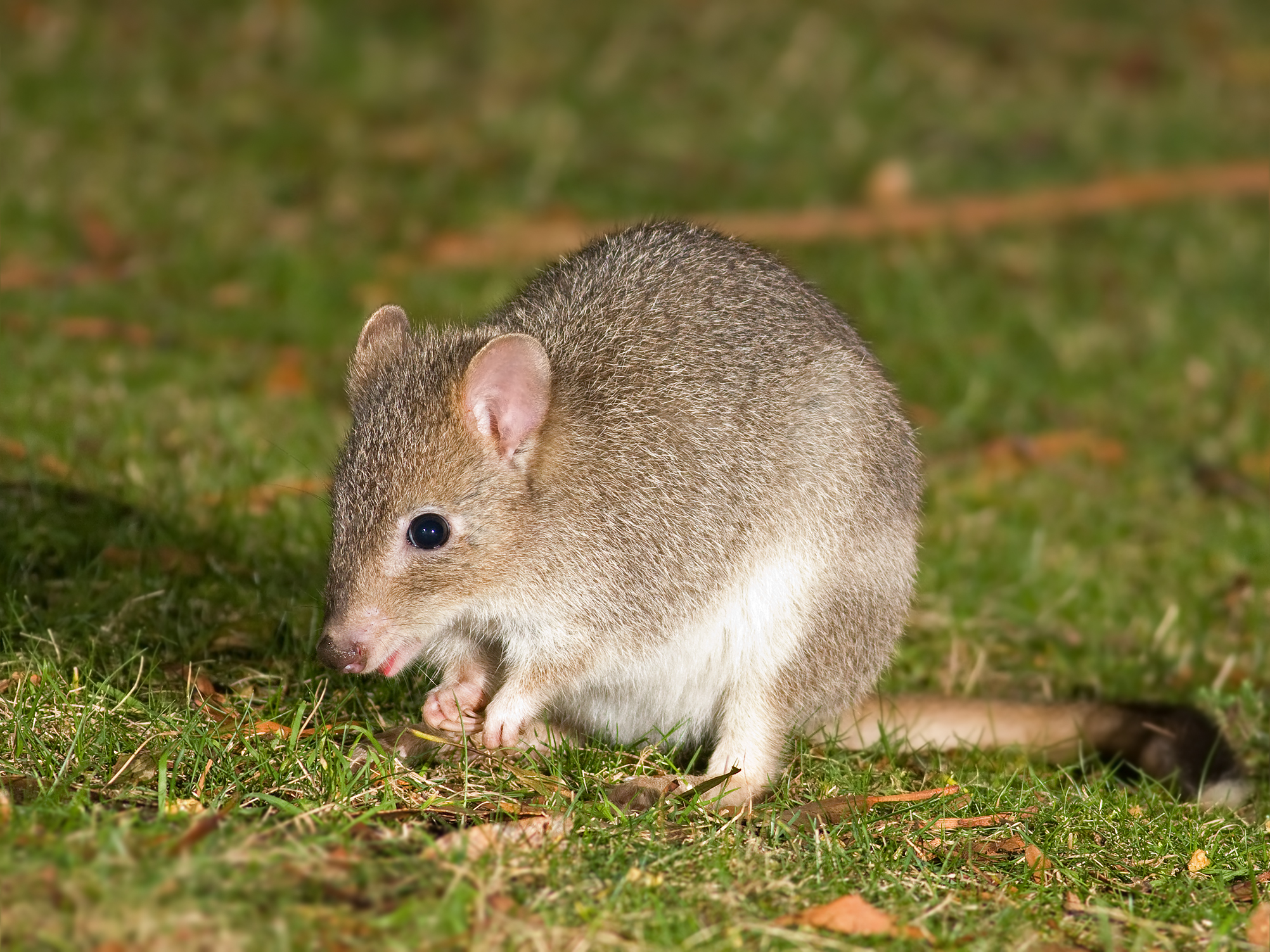
Bettongia gaimardi (Potoroidae)
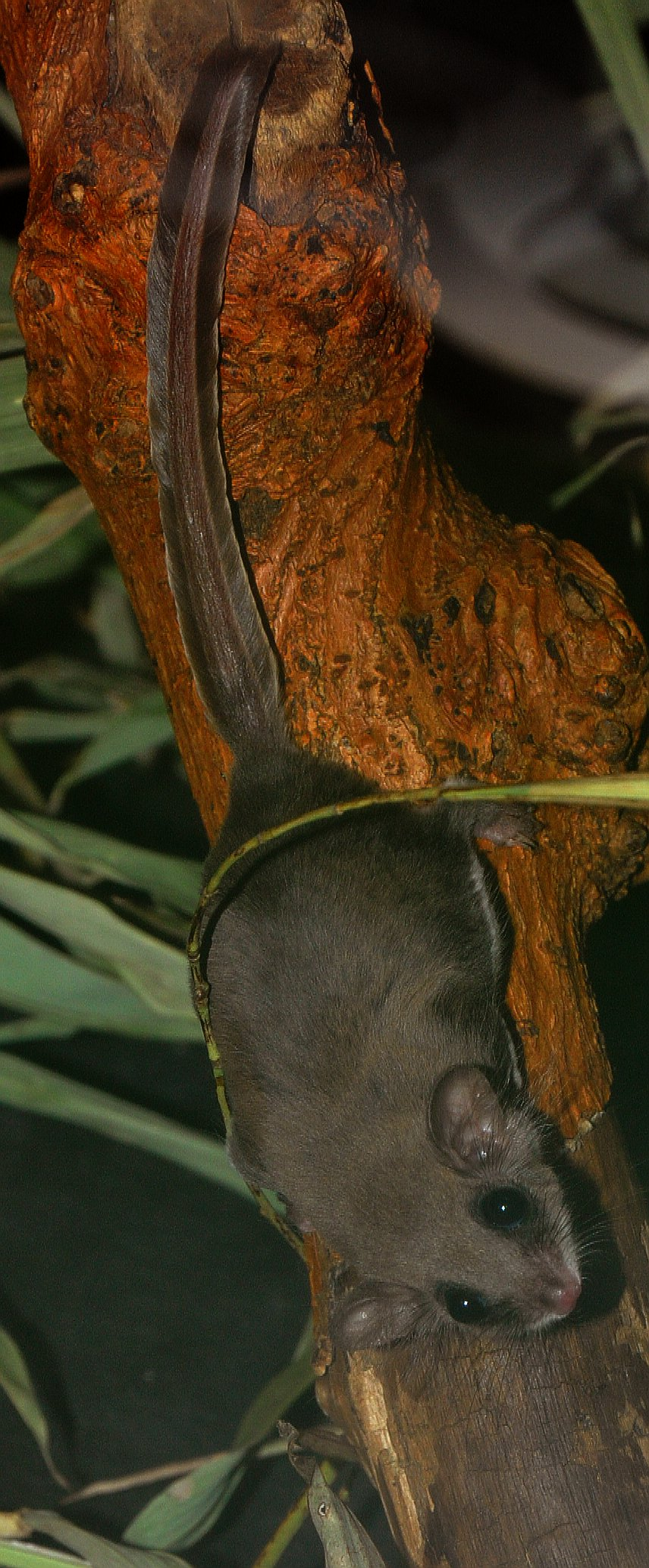
Acrobates pygmaeus (Acrobatidae)
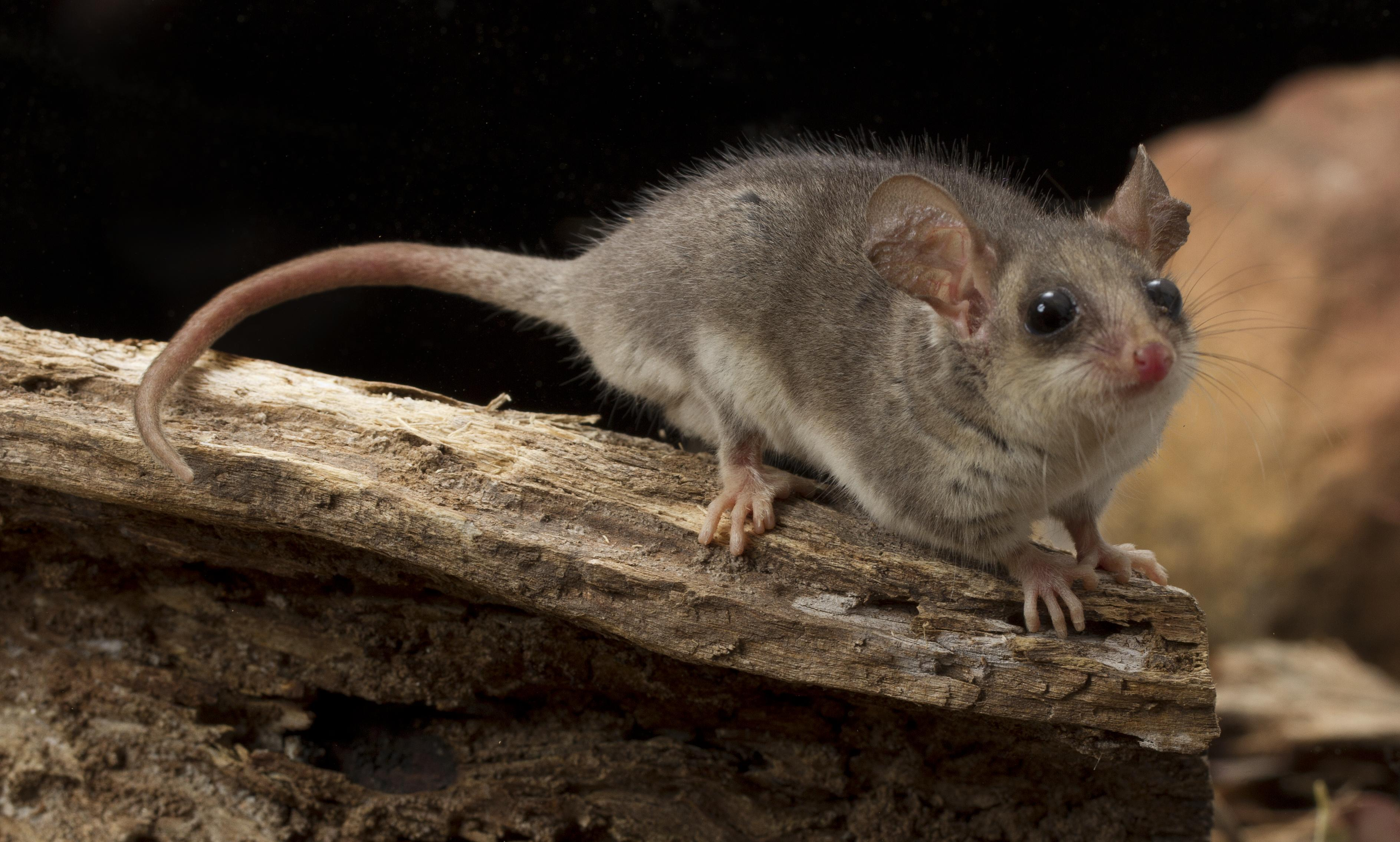
Cercartetus nanus (Burramyidae)
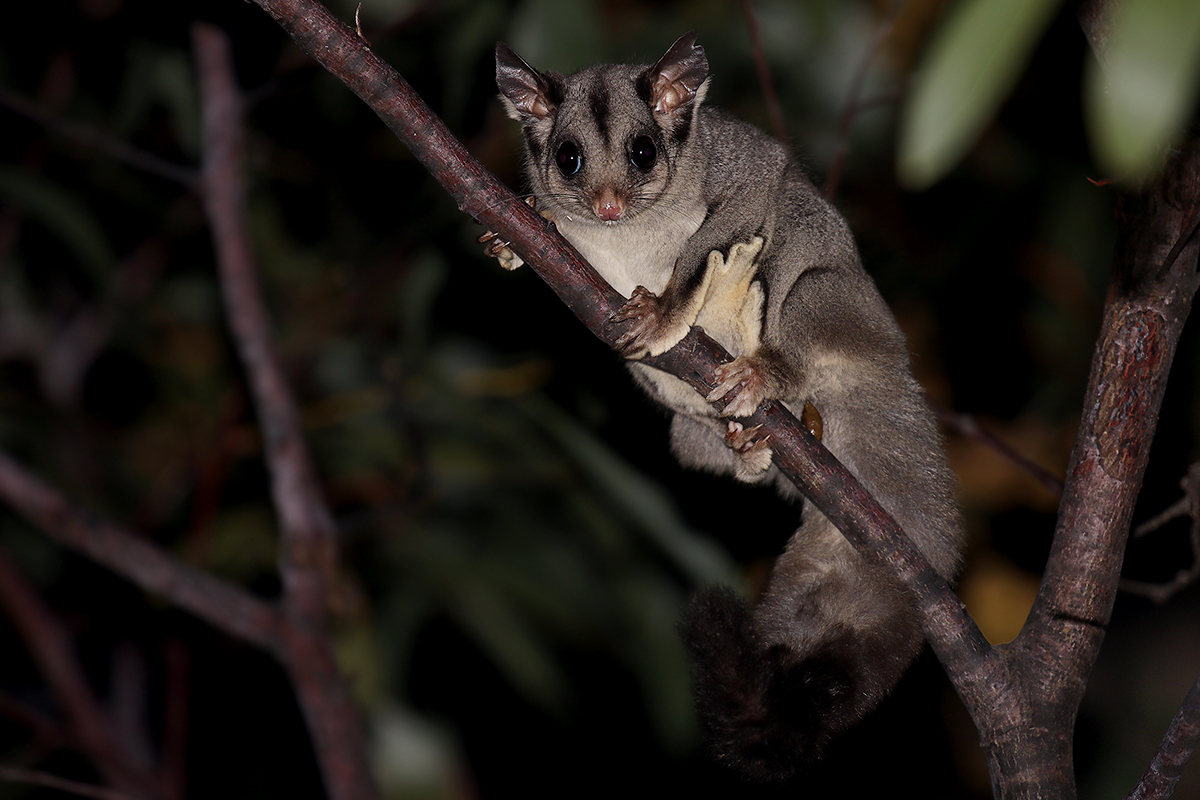
Petaurus breviceps (Petauridae)
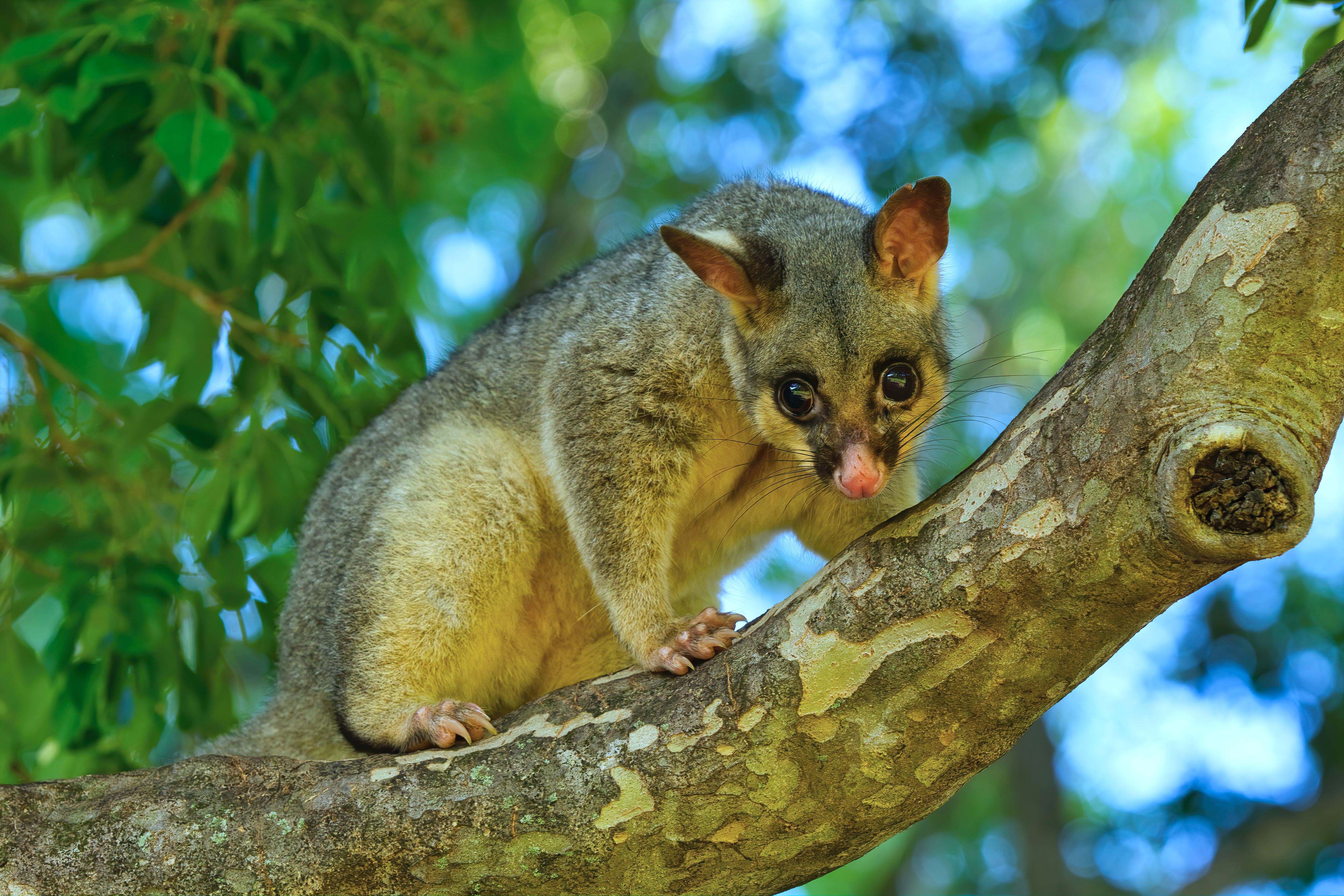
Trichosurus vulpecula (Phalangeridae)
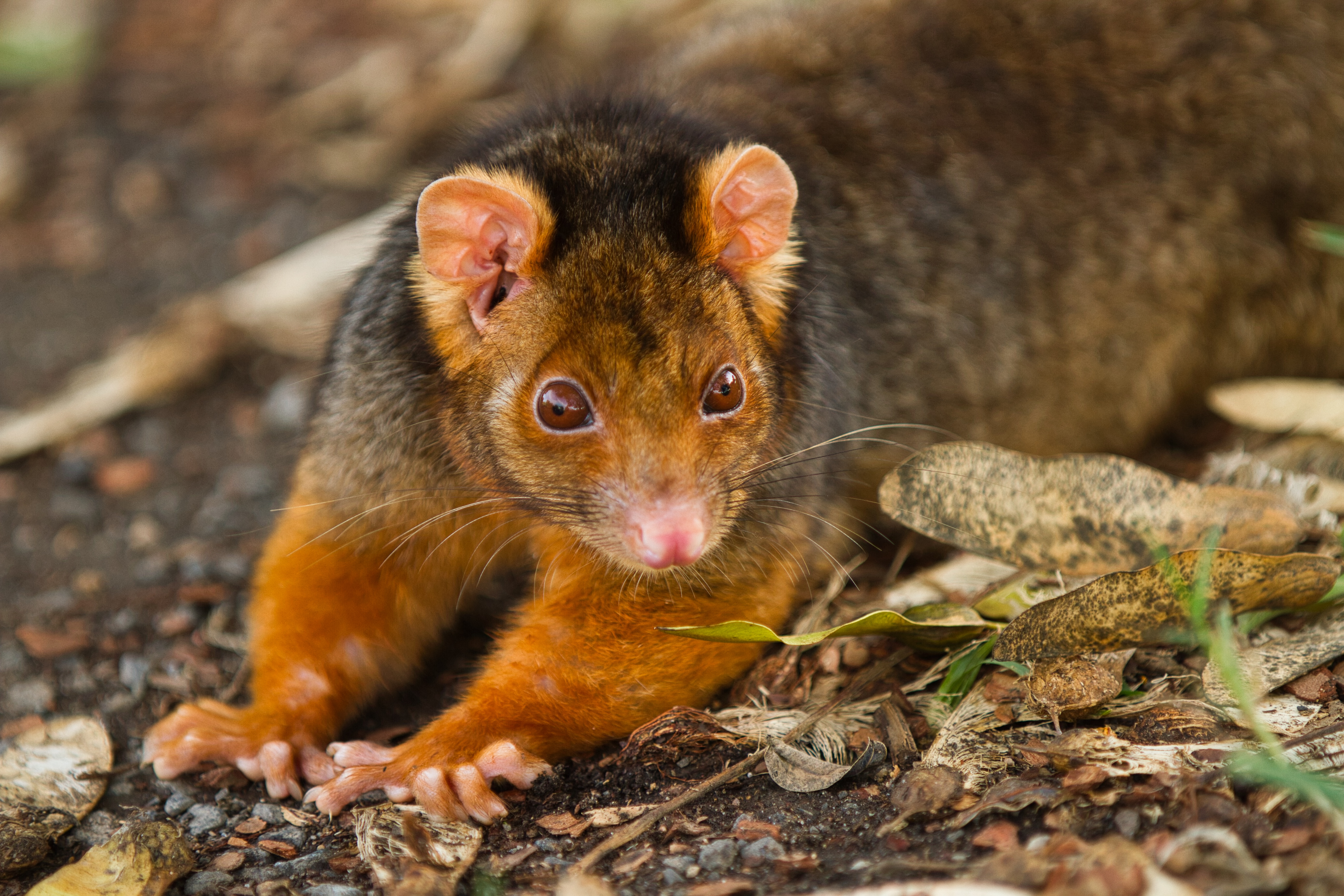
Pseudocheirus peregrinus (Pseudocheiridae)
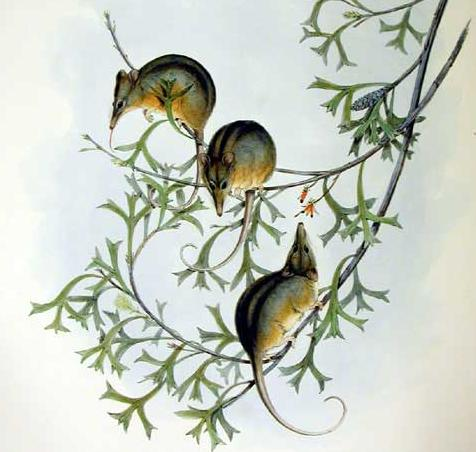
Tarsipes rostratus (Tarsipedidae)
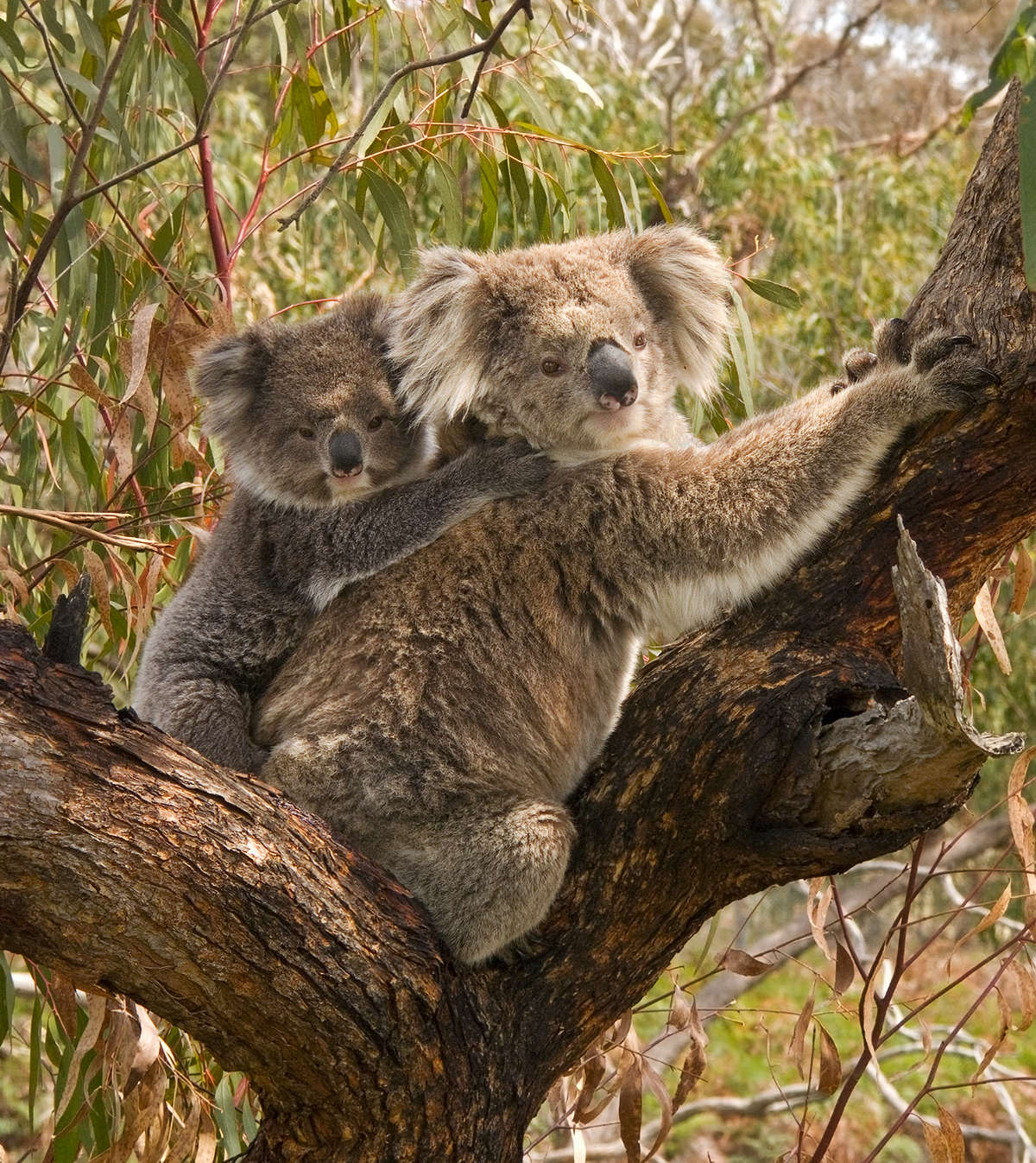
Phascolarctos cinereus (Phascolarctidae)
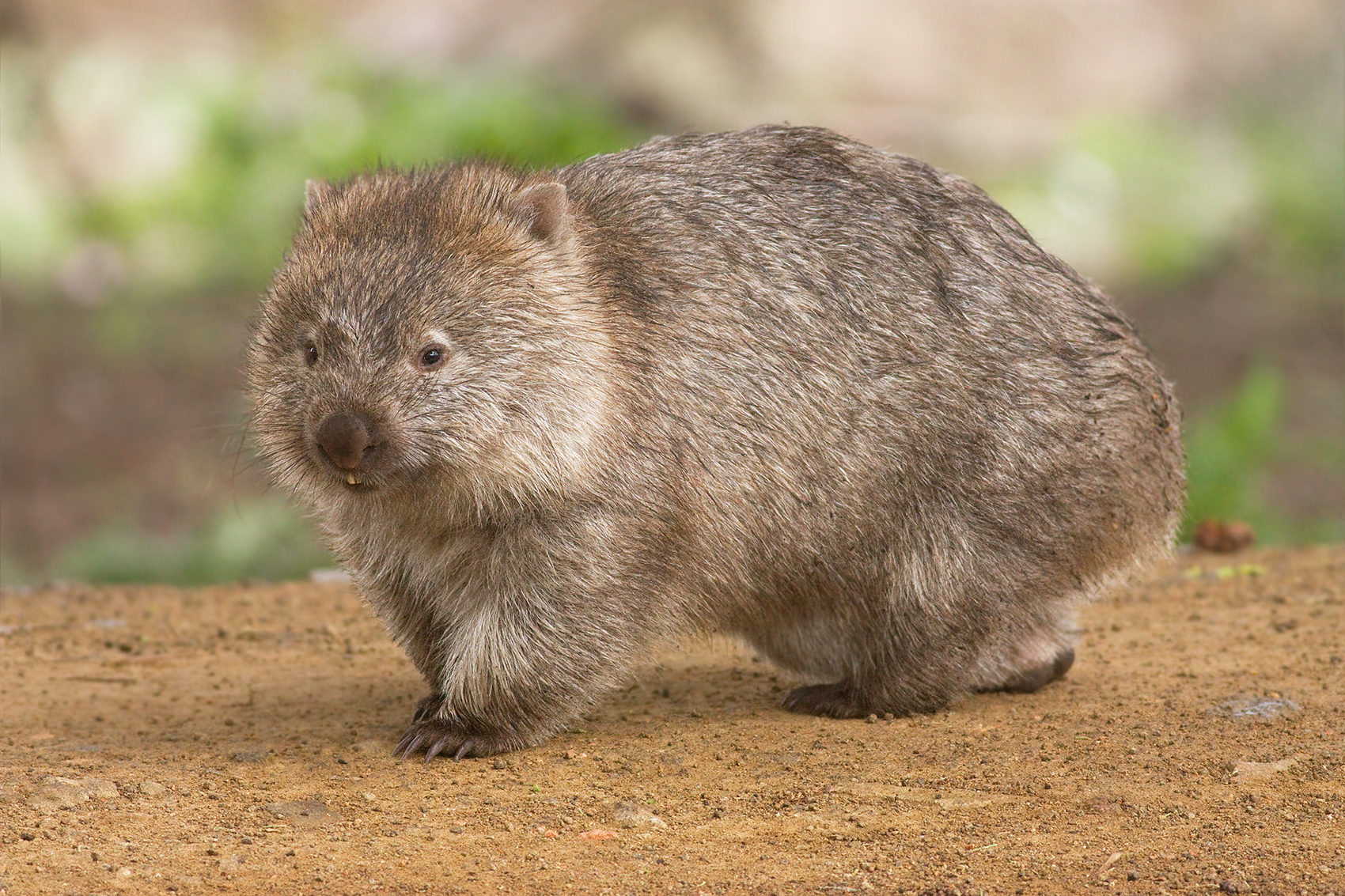
Vombatus ursinus (Vombatidae)
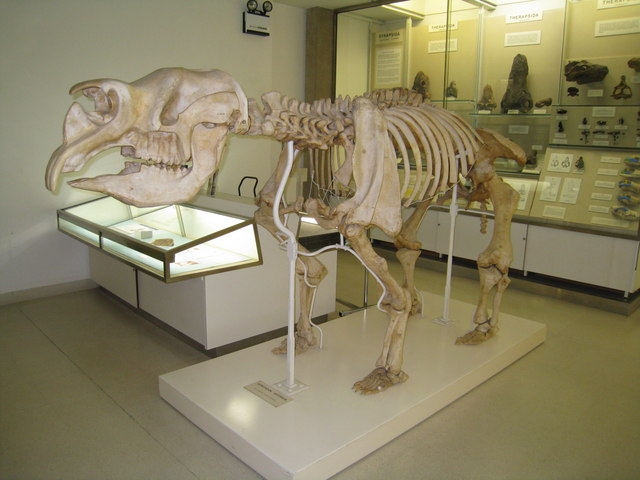
Fossile de Diprotodon australis (Diprotodontidae)

## Phylogénie
```
Diprotodontia

|
|-Vombatiformes
| |-
Phascolarctidae

| |-Vombatoidea
|   |-
Diprotodontidae
 †
|   |-
Vombatidae

|
|-N.N.
   |-Macropodiformes od. Macropodoidea
   | |-
Hypsiprymnodontidae

   | |-N.N.
   |  |-
Potoroidae

   |  |-
Macropodidae

   |
   |-Phalangeriformes
     |-Phalangeroidea
     | |-
Phalangeridae

     | |-
Burramyidae

     |
     |-Petauroidea
        |-
Pseudocheiridae

        |--N.N.
            |-
Petauridae

            |--N.N.
                |-
Tarsipedidae

                |-
Acrobatidae
```